# Biserica de lemn din Pădurenii

Biserica de lemn din Pădurenii, județul Cluj. Schiță

Biserica de lemn din Pădurenii, comuna Tritenii de Jos, județul Cluj, azi dispărută, a fost vizitată și studiată de către Tèglás Istvan înainte de demolarea ei.